# Fluoruro de telurio(IV)

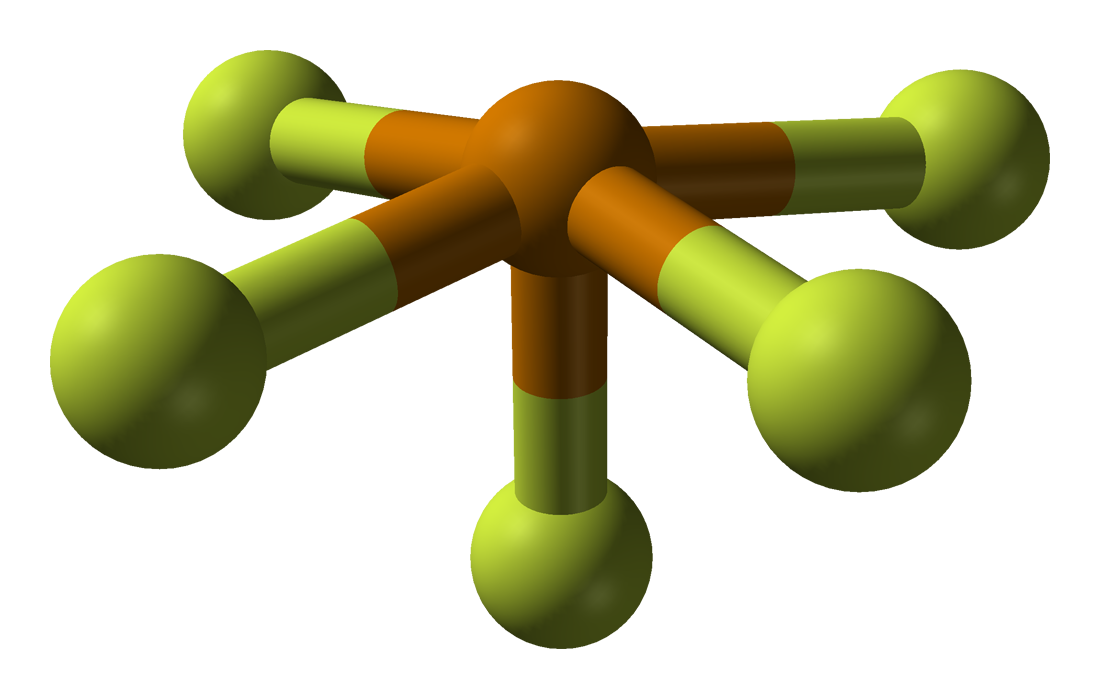
Representación gráfica del fluoruro de telurio (IV).

El fluoruro de telurio(IV), también conocido como tetrafluoruro de telurio, es un compuesto químico. Su fórmula química es TeF4. Contiene telurio en estado de oxidación +4. También contiene iones de fluoruro.

## Propiedades
El fluoruro de telurio(IV) es un sólido blanco. Reacciona con el agua para producir dióxido de telurio y ácido fluorhídrico. Reacciona con muchos metales cuando se calienta.

## Preparación
Se obtiene reaccionando dióxido de telurio con tetrafluoruro de azufre. También se puede hacer reaccionando flúor frío con telurio. Otra forma es reaccionar el tetrafluoruro de selenio con dióxido de telurio caliente. El flúor también puede reaccionar con cloruro de telurio(II) o bromuro de telurio(II) para producir fluoruro de telurio(IV).